# 许洪玲
许洪玲（1961年—），女，中医医师，中华人民共和国官员，中国农工民主党党员、农工党中央委员、农工党天津市委会副主委，第十三届全国政协委员。

## 生平
许洪玲1979年毕业于天津耀华中学，同年考入天津中医学院。她曾在天津市和平区中医医院担任副主任医师，2007年担任天津市和平区政协副主席，2009年前曾担任天津市和平区卫生局副局长。她至迟于2011年成为中国农工民主党天津市委员会秘书长。2012年，她被选为农工党天津市第十届委员会副主任委员兼秘书长。2013年，她成为天津市政协副秘书长。之后，她曾担任河西区副区长。2017年1月，她被选为天津市南开区政协副主席。同年6月，她被选为农工党天津市第十一届委员会副主任委员。2018年1月，许洪玲成为第十三届全国政协委员，代表中华全国妇女联合会。
2020年5月26日，全国政协十三届三次会议期间，许洪玲提议在社区设立家长课堂，开展培训教育，为家长颁发合格父母证上岗证，在孩子上小学时存入档案。